# باتاسک
باتاسک (به مجاری: Bátaszék) یک منطقهٔ مسکونی در مجارستان است که در ناحیه سکسارد واقع شده‌است. باتاسک ۶۳٫۵۴ کیلومتر مربع مساحت و ۶٬۲۱۷ نفر جمعیت دارد.

## خواهرخوانده
شهر بسیگهایم خواهرخواندهٔ باتاسک هست.